# Cantonul Auxerre-Sud
Cantonul Auxerre-Sud este un canton din arondismentul Auxerre, departamentul Yonne, regiunea Burgundia, Franța.

## Comune
- Auxerre (parțial, reședință)
- Chevannes
- Vallan